# يوشيو كيكوجاوا
يوشيو كيكوجاوا (باليابانية: 菊川 凱夫) (12 سبتمبر 1944 في فوجيدا في اليابان – 2 ديسمبر 2022)؛ هو لاعب كرة قدم ياباني سابق كان يلعب كمدافع. سبق له أن لعب مع منتخب اليابان.

## وصلات خارجية
- يوشيو كيكوجاوا على موقع ناشيونال فوتبول تيمز (الإنجليزية)
- يوشيو كيكوجاوا على موقع عالم كرة القدم.نت (الإنجليزية)